# Quand l'amour ne suffit plus : L'Histoire de Lois Wilson
Pour plus de détails, voir Fiche technique et Distribution.
Quand l'amour ne suffit plus : L'Histoire de Lois Wilson (When Love Is Not Enough: The Lois Wilson Story) est un téléfilm américain réalisé par John Kent Harrison et diffusé en 2010.

## Fiche technique

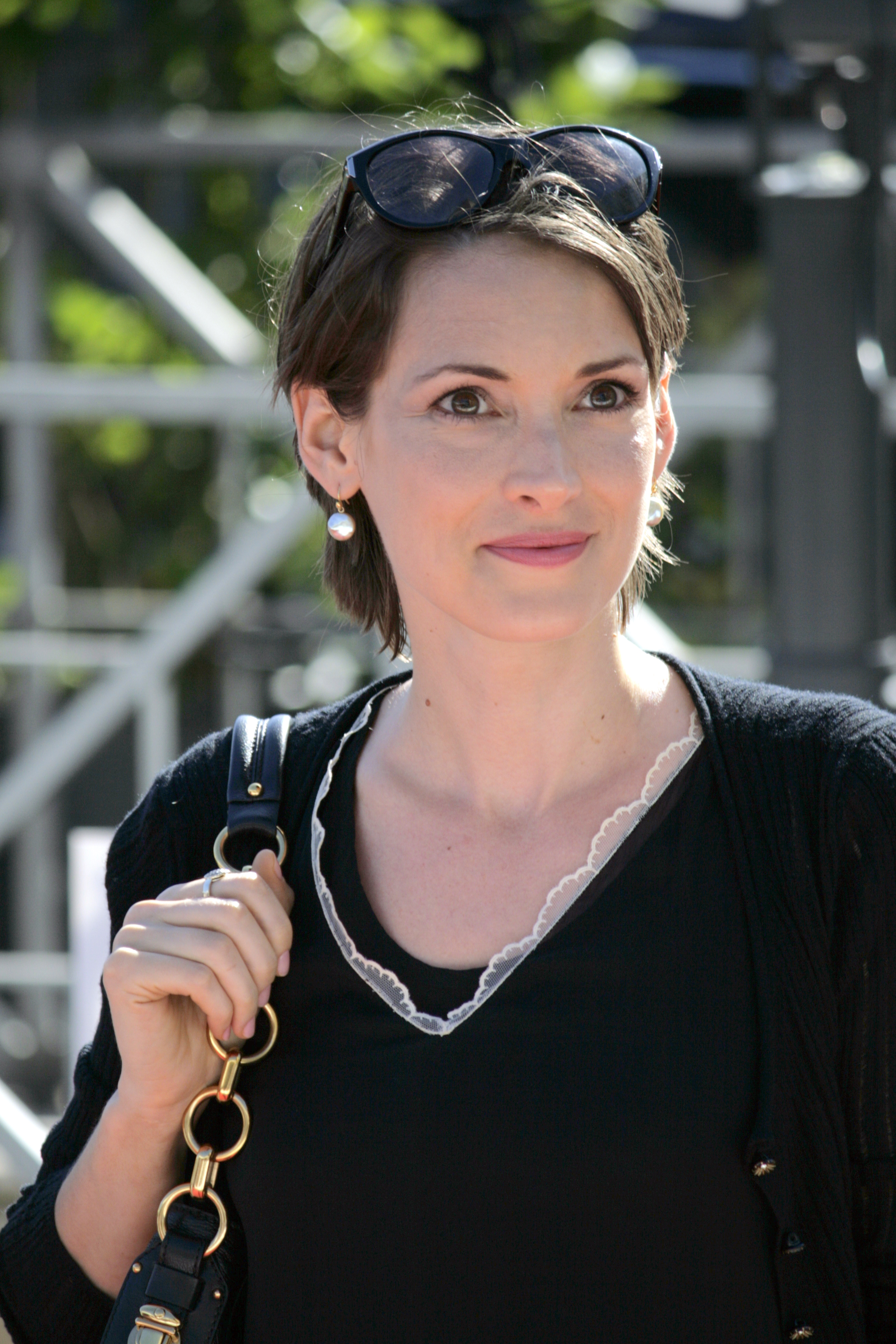
L'actrice principale Winona Ryder au Festival du film de Giffoni en 2009.

- Titre original : When Love Is Not Enough: The Lois Wilson Story
- Réalisation : John Kent Harrison
- Scénario : William G. Borchert et Camille Thomasson, d'après l'ouvrage de William G. Borchert, "When Love Is Not Enough: The Lois Wilson Story"
- Photographie : Miroslaw Baszak
- Musique : Lawrence Shragge
- Genre : Film dramatique - biographique
- Durée : 105 minutes
- Pays :  États-Unis
- Date de diffusion en France : 29 novembre 2010

## Distribution
- Winona Ryder : Lois Wilson
- Barry Pepper (VF : Guillaume Lebon) : Bill Wilson
- John Bourgeois : Clark Burnahm
- Rosemary Dunsmore (VF : Monique Nevers) : Matilda Burnham
- Paul Popowich (VF : Stéphane Pouplard) : Rogers Burnham
- Ellen Dubin (VF : Isabelle Langlois) : Dora
- Sarah Manninen (VF : Laurence Bréheret) : Elise Shaw
- Sarah Dodd : Sue
- Frank Moore : Bob Smith
- Lynne Griffin : Annie Smith
- Adam Greydon Reid (VF : Pierre Tessier) : Ebby Thacher
- Rick Roberts : Frank Shaw